# Пина и пинула
Пина и пинула (лат. pinna = перо, pinnŭla = деминутив од перо, перце) су ботанички термини који означавају делове вишеструко перасто сложеног листа.

## Пина
Пина је примарно подељени део вишеструко перасто сложеног листа, код свих биљака са таквом грађом листа, а посебно код папрати.

## Пинула
Пинула је секундарно подељени део вишеструко перасто сложеног листа, и може да буде лиска код двоструко перасто сложених листова, или перасто сложени део код троструко сложених листова или још сложенијих.

## Остале употребе термина
У зоологији термином пина се означава спољни део ува, ушна шкољка, код човека и сисара, мада је чешћи синоним аурикула (auricula). Термин пинула користи се за било коју структуру животињског организма која личи на пераје (pectoralem pinnulas = грудна пераја) или крила. 